# أنطون زيمارمان
أنطون زيمارمان (بالألمانية: Anton Zimmermann) هو عازف الأرغن وملحن نمساوي، ولد في 25 ديسمبر 1741 في Široká Niva ‏ في التشيك، وتوفي في 8 أكتوبر 1781 في براتيسلافا في سلوفاكيا.

## وصلات خارجية
- أنطون زيمارمان على موقع ميوزك برينز (الإنجليزية)
- أنطون زيمارمان على موقع ديسكوغز (الإنجليزية)